# Magny-le-Désert
Magny-le-Désert est une commune française, située dans le département de l'Orne en région Normandie, peuplée de 1 386 habitants.

## Géographie
La commune est située dans le pays d'Andaine dans le pays de Passais, au sud-est du Bocage normand, à 3 km de La Ferté-Macé et à environ 70 km au sud de Caen. Couvrant 3 334 hectares, son territoire est le plus étendu du canton de La Ferté-Macé.
| La Ferté-Macé           | La Ferté-Macé, Beauvain           | La Chaux                |
| La Ferté-Macé           | Magny-le-Désert                   | La Motte-Fouquet        |
| La Ferté-Macé, Antoigny | Antoigny, Saint-Patrice-du-Désert | Saint-Patrice-du-Désert |

### Hydrographie
La commune est traversée par la ligne de partage des eaux entre les bassins hydrographiques Seine-Normandie et Loire-Bretagne. Elle est drainée par la Gourbe, la Maure, le ruisseau la Maure et divers autres petits cours d'eau,.
La Gourbe, d'une longueur de 24 km, prend sa source dans la commune de Joué-du-Bois et se jette  dans la Mayenne à Méhoudin, après avoir traversé huit communes. 

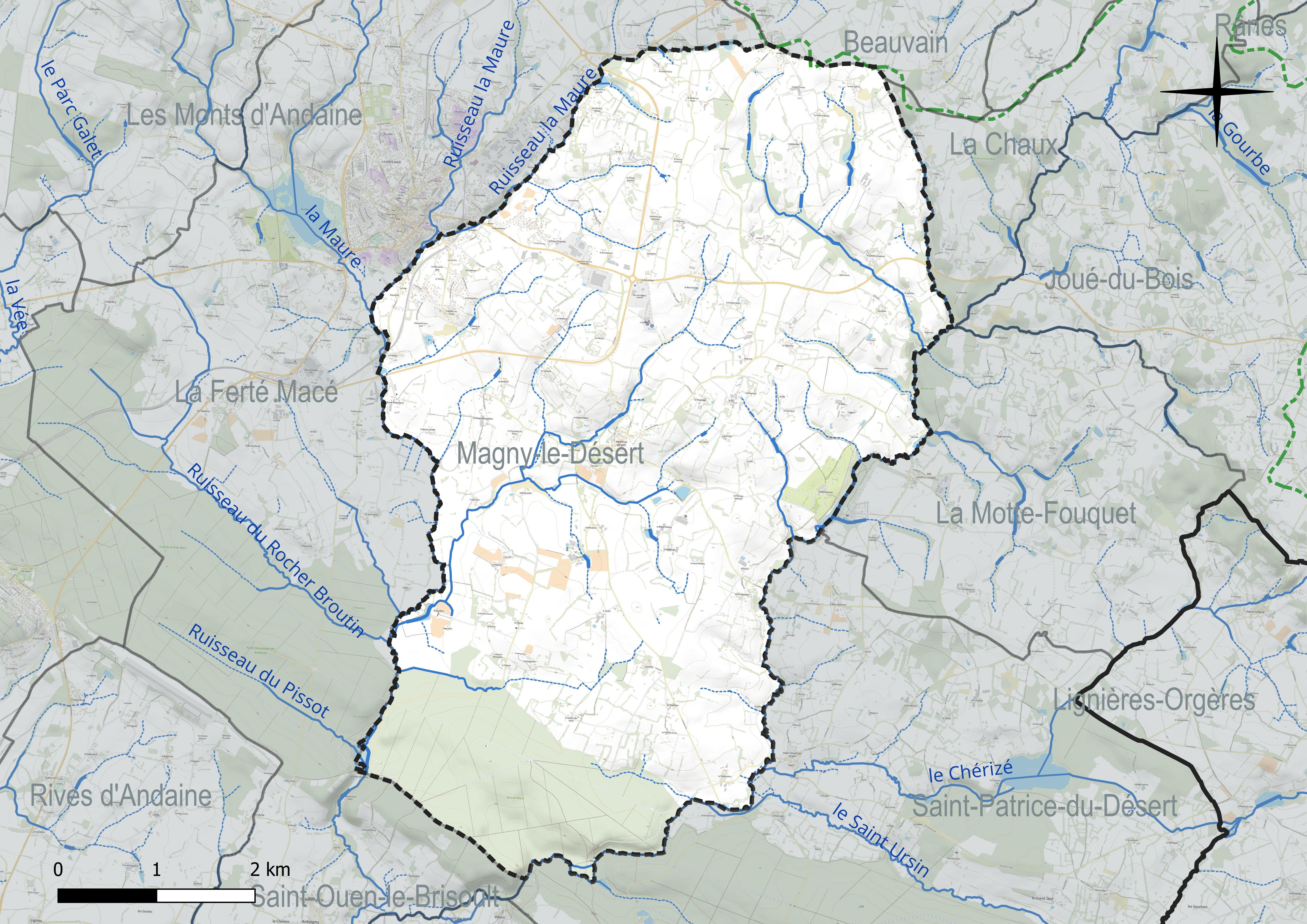
Réseau hydrographique de Magny-le-Désert.

La Maure, d'une longueur de 12 km, prend sa source dans la commune de La Ferté Macé et se jette  dans la Gourbe en limite de la commune et de Saint-Ouen-le-Brisoult. 

### Climat
Pour des articles plus généraux, voir Climat de la Normandie et Climat de l'Orne.
En 2010, le climat de la commune est de type climat océanique altéré, selon une étude du CNRS s'appuyant sur une série de données couvrant la période 1971-2000. En 2020, Météo-France publie une typologie des climats de la France métropolitaine dans laquelle la commune est exposée à un climat océanique et est dans la région climatique Normandie (Cotentin, Orne), caractérisée par une pluviométrie relativement élevée (850 mm/a) et un été frais (15,5 °C) et venté. Parallèlement le GIEC normand, un groupe régional d’experts sur le climat, différencie quant à lui, dans une étude de 2020, trois grands types de climats pour la région Normandie, nuancés à une échelle plus fine par les facteurs géographiques locaux. La commune est, selon ce zonage, exposée à un « climat contrasté des collines », correspondant au Bocage normand, bien arrosé, voire très arrosé sur les reliefs les plus exposés au flux d’ouest, et frais en raison de l’altitude.
Pour la période 1971-2000, la température annuelle moyenne est de 10,3 °C, avec une amplitude thermique annuelle de 13,5 °C. Le cumul annuel moyen de précipitations est de 866 mm, avec 12,6 jours de précipitations en janvier et 7,9 jours en juillet. Pour la période 1991-2020, la température moyenne annuelle observée sur la station météorologique la plus proche, située sur la commune de Briouze à 15 km à vol d'oiseau, est de 10,9 °C et le cumul annuel moyen de précipitations est de 920,5 mm,. Pour l'avenir, les paramètres climatiques de la commune estimés pour 2050 selon différents scénarios d’émission de gaz à effet de serre sont consultables sur un site dédié publié par Météo-France en novembre 2022.

## Urbanisme

### Typologie
Au 1er janvier 2024, Magny-le-Désert est catégorisée commune rurale à habitat dispersé, selon la nouvelle grille communale de densité à sept niveaux définie par l'Insee en 2022.
Elle est située hors unité urbaine. Par ailleurs la commune fait partie de l'aire d'attraction de La Ferté Macé, dont elle est une commune de la couronne,. Cette aire, qui regroupe 17 communes, est catégorisée dans les aires de moins de 50 000 habitants,.

### Occupation des sols
L'occupation des sols de la commune, telle qu'elle ressort de la base de données européenne d’occupation biophysique des sols Corine Land Cover (CLC), est marquée par l'importance des territoires agricoles (84,7 % en 2018), en diminution par rapport à 1990 (86,5 %). La répartition détaillée en 2018 est la suivante : 
prairies (51,3 %), terres arables (23,2 %), forêts (12,1 %), zones agricoles hétérogènes (10,2 %), zones urbanisées (2,4 %), zones industrielles ou commerciales et réseaux de communication (0,9 %). L'évolution de l’occupation des sols de la commune et de ses infrastructures peut être observée sur les différentes représentations cartographiques du territoire : la carte de Cassini (XVIIIe siècle), la carte d'état-major (1820-1866) et les cartes ou photos aériennes de l'IGN pour la période actuelle (1950 à aujourd'hui).

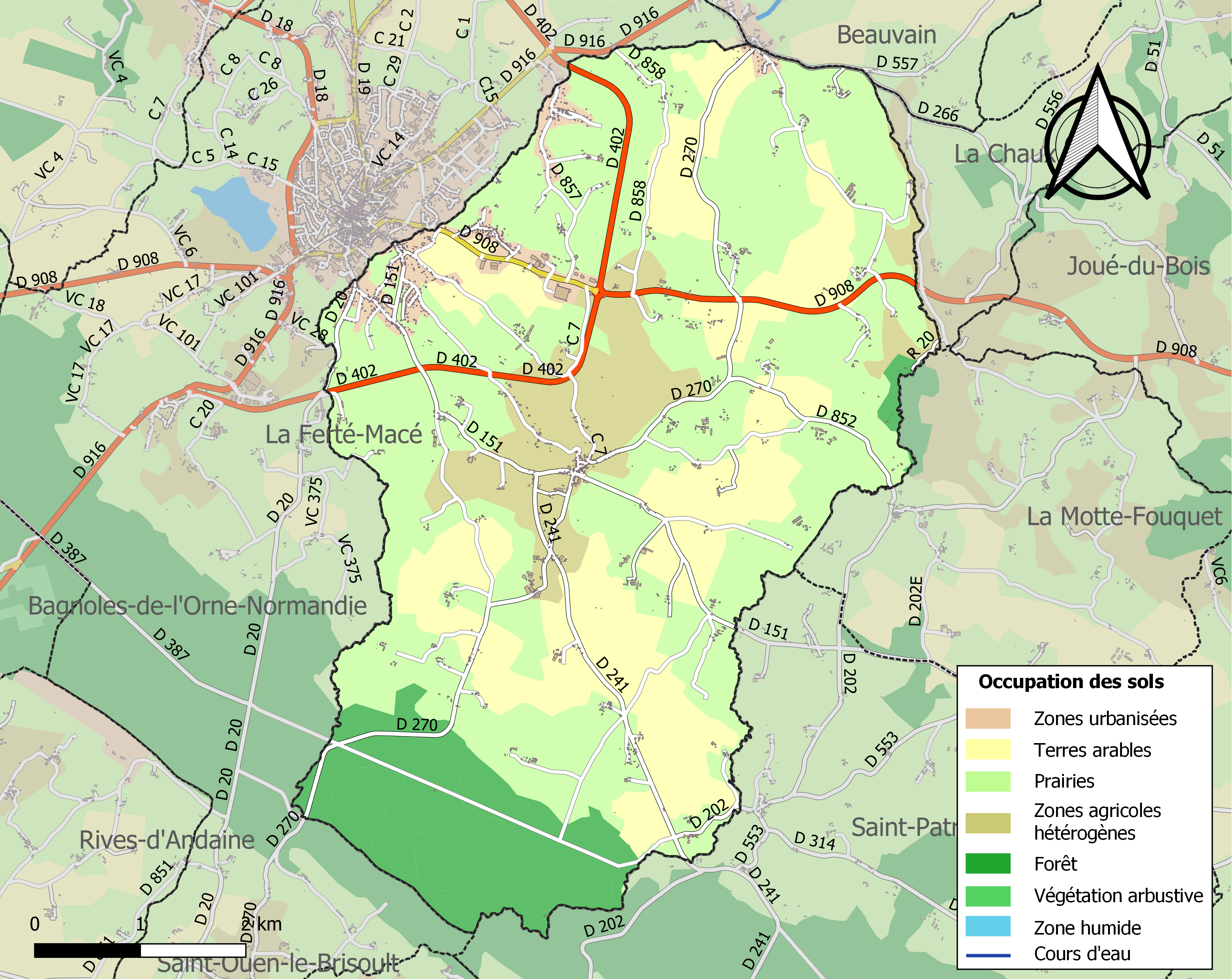
Carte des infrastructures et de l'occupation des sols de la commune en 2018 (CLC).

## Toponymie
Le nom de la localité est attesté sous la forme Magniacum vers 1140.
Archétype bien connu Maniacum ou Magniacum, nom de domaine gallo-romain en -acum, dont la propriétaire gaulois portait le nom latin de Manius, nom commun dans la Rome antique, signifiant « né le matin » ou de Magnus, nom signifiant « le grand ». Correspond à tous les Magny, Magné, Magnac de France.
Son surnom « le Désert » indique que le site fut fondé dans de vastes forêts inhabitées qui couvraient le pays, à l'instar des autres paroisses voisines (Saint-Maurice-du-Désert, Saint-Patrice-du-Désert).
Le gentilé est Magnacien.

## Histoire
La paroisse de Magny semble être plus ancienne que celle de La Ferté-Macé qui date du XIe siècle. Mais les barons de La Ferté furent plus puissants avec leur château fort et purent rapidement dominer les seigneuries voisines.
Au 1004, Guillaume de Bellême fait don de Magny à l'abbaye de Fleury (St. Benoît-sur-Loire); mais ce sont finalement les moines de St. Julien de Tours qui seront les bénéficiaires.
En 1083, la baron de la Ferté fait don de l'église de Magny qu'il avait en sa possession aux moines de Saint-Julien de Tours .
Dès le XIe siècle, une chapelle est fondée sous le nom de Saint-Jean, à côté de l'actuel village de Saint-Jean, près d'une léproserie. Cette léproserie est dite « de la Ferté et de Saint-Jean » en 1540, mais se trouvait bien sur le territoire de la commune de Magny.
Vers 1100, Charte par laquelle Adam de Magny (son épouse Aubrée et ses fils Raoul, Jean et Renault) confirme aux moines de Saint-Julien la terre d'Habloville concédée par son père Wimund/Wimont de Magny vassal des barons de La Ferté.
Guillaume de Magny (et son frère Robert) confirme la dîme de la paroisse d'Habloville concédée aux moines de Saint-Julien par son père Hervé de Magny (et son épouse Béatrice).
L'église de Magny date en partie du XIIe siècle. Toutefois, il semblerait qu'elle ne serait pas la première bâtie en ce lieu ; en effet certains auteurs affirment que vers 835, saint Aldric avait fondé des établissements à Villa Macumem, désignant peut-être Magny actuel. En effet, on peut voir des matériaux de date antérieure au XIIIe siècle dans l'église, comme les colonnes rapportées à la grande porte, matériaux qui devaient certainement appartenir à une église plus ancienne.
En 1192, Guistel de Magny.
En 1671, Colbert accorde aux frères Noël et Gratien Enguerran (Engerrant), le privilège de construire une « Blanchisserie royale »; car ils disaient connaître le secret hollandais du blanchiment, que cela ferait économiser à la France beaucoup d'argent et donnerait du travail à beaucoup de pauvres gens,. Les deux frères étaient autrefois employés à la blanchisserie de Pont-Chapelle à la Ferté Macé.
En 1777, la population s'élève alors à environ 1844 habitants de plus de 12 ans. L'activité agricole dépend principalement de la production de seigle, d'avoine et de sarrasin. La cure procure un revenu de 800 livres. La seigneurie de paroisse appartient au roi.
Le 23 Juin 1791, à l'annonce de la fuite du roi, la foule de la Motte et de Magny se rassemble autour du maire et se rend au château du marquis de Falconer, afin d'en collecter toutes les armes.
Le 25 janvier 1800, le général républicain Bribes est retranché dans l'église lors du combat de Cossé-Magny-La Gourbe. Cela marque le dernier succès du soulèvement, grâce à la participation de plusieurs milliers de chouans.

### L'ermitage de la Héraudière
Vers le VIe siècle, des anachorètes viennent s'installer dans la vallée de la Gourbe, où ils fondent l'ermitage de la Héraudière. Ils y construisent aussi une chapelle, aujourd'hui la chapelle St. Antoine. Cet ermitage passe plus tard, probablement au XIe siècle, sous la dépendance de l'abbaye de Troarn. En 1232, le seigneur de Saint-Ouen, Guillaume Brisoult donne à l'ermitage le droit de moudre gratuitement le blé au moulin de Villiers lui appartenant. Sous obédience de l'abbaye de Troarn, mais se situant sur le territoire du diocèse du Mans, cette communauté dépendait donc de deux autorités religieuses. Au XVIIIe siècle, les ermites se firent de moins en moins nombreux, et furent dispersés à la Révolution. La chapelle fut dévastée et abandonnée, avant d'être restaurée en 1875. Aussi, lors de la tempête de 1999, un arbre vint se coucher sur la chapelle, détruisant fortement sa toiture. La chapelle fut donc restaurée dans les années 2000 par la commune. La statue de saint Antoine le Grand qui fut respectée et préservée pendant la Révolution, reste toujours aujourd'hui l'objet de la vénération populaire,.

### Les forges
Au début du XVIe siècle, est construite la forge du Moulin-Colin qui est ensuite affermée à Gilles Seigneur, maître des forges de Carrouges.
En 1573, est construite la forge dite de Saint-Patrice qui comprend  trois ateliers: le fourneau, la forge et la fenderie; rassemblés autour le l'étang de la Vis. Les besoins importants en bois et en eau expliquent son emplacement, alors que l'approvisionnement en minerais se fait dans les bois de Rânes. La forge est renommée à la suite du transfert au lieu de Cossé de la forge et de la fenderie, alors que le fourneau demeure à l'étang de la Vis.
En 1865, la forge est arrêtée et reconvertie en moulin.
On note également la présence d'un ferrier à La Binardière.

## Politique et administration

### Administration municipale
Le conseil municipal est composé de quinze membres dont le maire et trois adjoints.

### Tendances politiques et résultats
L'électorat magnacien vote traditionnellement à droite.

### Liste des maires
| Période                                  | Période      | Identité                  | Étiquette    | Qualité |
| ---------------------------------------- | ------------ | ------------------------- | ------------ | --- |
| mars 1953                                | mars 1965    | André Chorin              |              | |
| mars 1965                                | août 1966    | sous tutelle préfectorale |              | |
| août 1966                                | juillet 2020 | Daniel Miette             | UDF puis DVD | Conseiller général du canton de La Ferté-Macé (1970-2008) Président de la Communauté de communes du Pays fertois (1995-2016) Président de la Communauté de communes du Pays fertois et du Bocage carrougien (2017-2020) Décédé en cours de mandat |
| juillet 2020                             | En cours     | Claudine Bellenger        | SE-DVD       | Retraitée Présidente de la CDC du Pays Fertois et du Bocage Carrougien |
| Les données manquantes sont à compléter. |              |                           |              | |

### Divisions administratives
Magny-le-Désert est l'une des neuf communes du canton de La Ferté-Macé jusqu'en 2015, lequel faisait partie de l'arrondissement d'Alençon et est à partir de 2015, chef-lieu du nouveau canton de Magny-le-Désert, à cheval, lui, sur les arrondissements d'Alençon et d'Argentan. Magny-le-Désert participe également à l'élection du député de la première circonscription de l'Orne.
Magny-le-Désert a été de 1995 à 2016 le siège de la communauté de communes du Pays fertois, qui rassemblait douze communes et près de 5 000 habitants. Elle fait depuis partie de la communauté de communes du Pays fertois et du Bocage carrougien.

## Démographie
L'évolution du nombre d'habitants est connue à travers les recensements de la population effectués dans la commune depuis 1793. Pour les communes de moins de 10 000 habitants, une enquête de recensement portant sur toute la population est réalisée tous les cinq ans, les populations de référence des années intermédiaires étant quant à elles estimées par interpolation ou extrapolation. Pour la commune, le premier recensement exhaustif entrant dans le cadre du nouveau dispositif a été réalisé en 2007.
En 2022, la commune comptait 1 386 habitants, en évolution de −2,12 % par rapport à 2016 (Orne : −3,21 %, France hors Mayotte : +2,11 %).
Magny-le-Désert a compté jusqu'à 2 991 habitants en 1841.
| 1793  | 1800  | 1806  | 1821  | 1831  | 1836  | 1841  | 1846  | 1851  |
| ----- | ----- | ----- | ----- | ----- | ----- | ----- | ----- | ----- |
| 2 911 | 2 405 | 2 800 | 2 802 | 2 892 | 2 923 | 2 991 | 2 877 | 2 983 |

| 1856  | 1861  | 1866  | 1872  | 1876  | 1881  | 1886  | 1891  | 1896  |
| ----- | ----- | ----- | ----- | ----- | ----- | ----- | ----- | ----- |
| 2 906 | 2 862 | 2 745 | 2 594 | 2 550 | 2 251 | 2 161 | 2 051 | 1 909 |

| 1901  | 1906  | 1911  | 1921  | 1926  | 1931  | 1936  | 1946  | 1954  |
| ----- | ----- | ----- | ----- | ----- | ----- | ----- | ----- | ----- |
| 1 799 | 1 698 | 1 532 | 1 387 | 1 406 | 1 290 | 1 321 | 1 254 | 1 311 |

| 1962  | 1968  | 1975  | 1982  | 1990  | 1999  | 2006  | 2007  | 2012  |
| ----- | ----- | ----- | ----- | ----- | ----- | ----- | ----- | ----- |
| 1 209 | 1 127 | 1 114 | 1 092 | 1 210 | 1 267 | 1 418 | 1 439 | 1 437 |

| 2017  | 2022  | - | - | - | - | - | - | - |
| ----- | ----- | - | - | - | - | - | - | - |
| 1 400 | 1 386 | - | - | - | - | - | - | - |

## Économie
La commune accueille notamment sur la zone d'activités de la Brindossière une base logistique des Mousquetaires et le laboratoire pharmaceutique Dermophil Indien spécialisé dans la dermocosmétique. Elle compte aussi un méthaniseur installé par la société AgriKomp dans un élevage de vaches laitières.

## Lieux et monuments

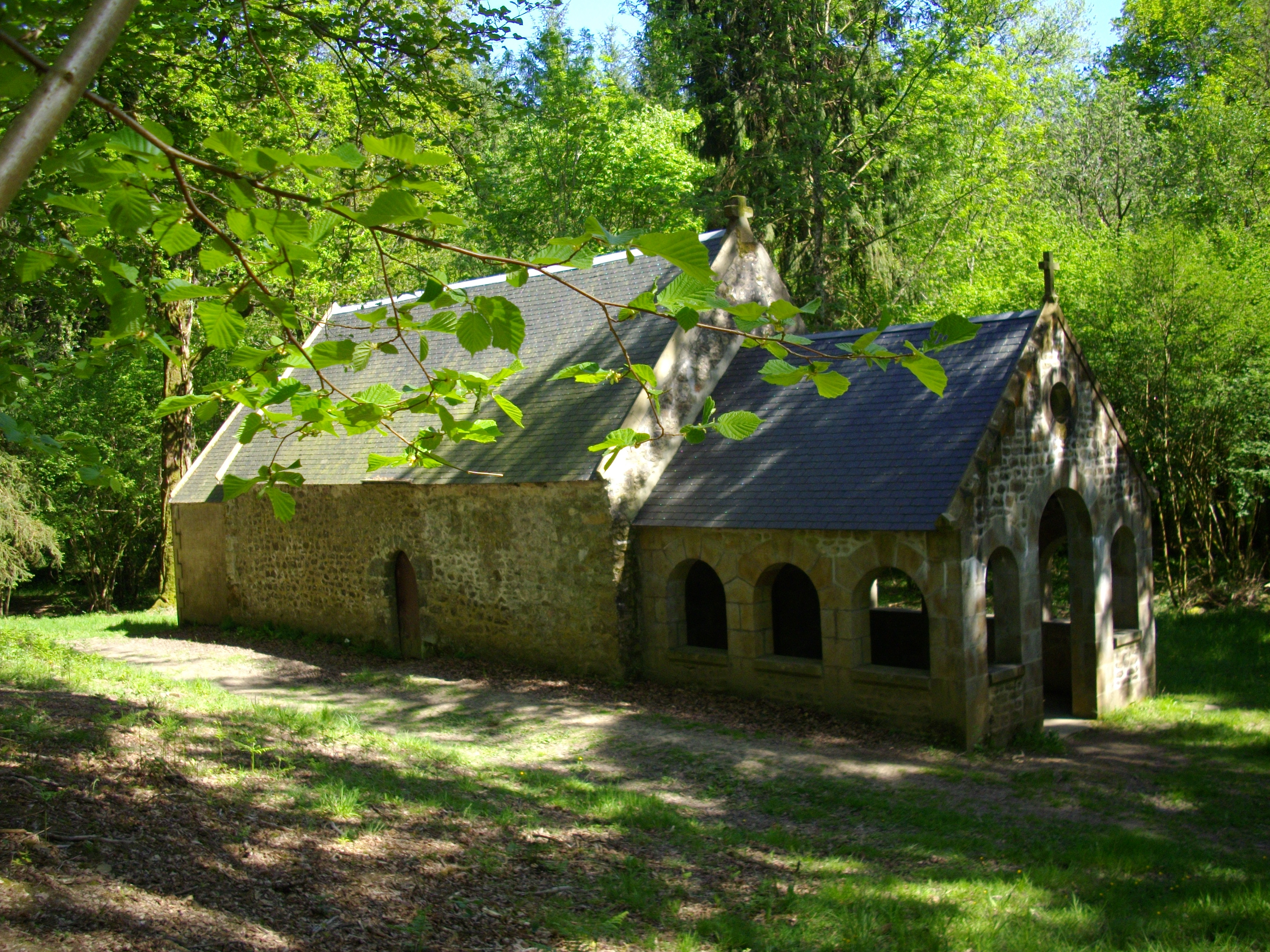
La chapelle Saint-Antoine, en forêt d'Andaine.

- Église Notre-Dame-de-l’Assomption romane, du XIe siècle. Elle fait l'objet d'une inscription au titre des Monuments historiques depuis le 27 juillet 1927[46]. Un tableau du début XIXe (L'Assomption) est classé à titre d'objet[47]. une statuette de Vierge à l'Enfant est inscrite[48].
- Chapelle Saint-Antoine, sur les rives de la Gourbe 48° 31′ 55″ N, 0° 19′ 41″ O.
- Le monument aux morts, situé sur la place de l'église, à côté de l'église Notre-Dame. Il est surmonté de la statue du Poilu au repos, réalisée par Étienne Camus.
- Manoir de Durcet 48° 33′ 36″ N, 0° 19′ 52″ O.

## Activité et manifestations
L'Association sportive de Magny-le-Désert fait évoluer deux équipes de football en divisions de district.

## Personnalités liées à la commune
- Jacques Esnault (1739-1812), libraire, éditeur et marchand d'estampes et auteur d'un plan de Paris, né à Magny-le-Désert[50].
- Frédéric Duval (1876-1916), archiviste-paléographe et historien né à Magny-le-Désert. Son nom est inscrit au Panthéon parmi les 560 écrivains morts au combat pendant la Première Guerre mondiale.
- André Helluin (1926-2015), artiste peintre et modéliste ferroviaire.